# Королёв, Матвей Григорьевич
Матвей Григорьевич Королёв (1909—1994) — Гвардии подполковник Советской Армии, участник Великой Отечественной войны, Герой Советского Союза (1945).

## Биография
Матвей Королёв родился 9 (по новому стилю — 22) ноября 1909 года в селе Покровское (ныне — в черте Москвы). После окончания пяти классов школы работал на железнодорожной станции. В 1931 году окончил курсы шофёров. В сентябре того же года Королёв был призван на службу в Рабоче-крестьянскую Красную Армию. В 1934 году он окончил Одесскую военную авиационную школу лётчиков. С июня 1941 года — на фронтах Великой Отечественной войны.
К концу войны гвардии майор Матвей Королёв командовал эскадрильей 160-го гвардейского бомбардировочного авиаполка (8-й гвардейской бомбардировочной авиационной дивизии, 6-го гвардейского бомбардировочного авиационного корпуса, 2-й воздушной армии, 1-го Украинского фронта). За время своего участия в боях он совершил 161 боевой вылет на бомбардировку скоплений боевой техники и живой силы противника, его важных объектов.
Указом Президиума Верховного Совета СССР от 27 июня 1945 года за «мужество и героизм, проявленные в боях» гвардии майор Матвей Королёв был удостоен высокого звания Героя Советского Союза с вручением ордена Ленина и медали «Золотая Звезда» за номером 7580.
После окончания войны Королёв продолжил службу в Советской Армии. В 1945 году он окончил высшую офицерскую авиационную школу в Липецке. С 1948 года — на лётно-испытательской работе, занимался испытаниями самолётов «Ту-14», «Ил-28», «М-4». В августе 1955 года в звании гвардии подполковника Королёв был уволен в запас. Проживал в Москве. 
Скончался 23 мая 1994 года, похоронен на Покровском кладбище (2 уч.) в Москве.

## Награды
Был также награждён тремя орденами Красного Знамени, орденом Александра Невского, двумя орденами Отечественной войны 1-й степени, орденом Красной Звезды, рядом медалей.